# Reial Acadèmia d'Enginyeria
La Reial Acadèmia d'Enginyeria, RAI, és una institució «a l'avantguarda del coneixement tècnic, que promou l'excel·lència, la qualitat i la competència de l'enginyeria espanyola en les seves diverses disciplines i camps d'actuació» que té la seu a Madrid. Actualment està presidida per Elías Fereres Castiel.

## Història
Creada en 1994, per Reial decret 859/1994, de 29 d'abril, a proposta del Ministre d'Educació i Ciència, Gustavo Suárez Pertierra. Seguint la tradició de les reials acadèmies, la Reial Acadèmia d'Enginyeria té a gala haver estat la primera d'àmbit nacional creada durant el regnat del rei Joan Carles I.
El Ministeri d'Educació designa als seus primers 36 membres per ordre ministerial de l'1 de desembre de 1994, a proposta de l'Institut d'Enginyeria d'Espanya (18 acadèmics), les universitats (7), l'Institut d'Espanya (6) i la Secretaria d'Estat d'Universitats i Recerca (5).
De 1994 a 1998 l'Acadèmia depèn del Ministeri d'Educació, i la Secretaria d'Estat d'Universitats i Recerca n'ostenta en un primer moment la presidència. Per delegació, aquesta recau en l'acadèmic Elías Fereres, amb una junta de govern provisional integrada per Emilio Llorente, José Antonio Garrido, Antonio Luque, José Ramón Irisarri, César Dopazo, Manuel Elices Calafat i Andrés Ripoll.
Els acadèmics constituents elaboren el Reglament de Règim Interior que regula el procediment d'elecció de nous acadèmics. En successives convocatòries es van cobrint les 60 places d'acadèmic numerari que estableixen els estatuts.
La primera junta de govern autònoma és triada el 19 de gener de 1999, donant-se per acabada l'etapa de protectorat. La presidència recau de nou en Elías Fereres.
La següent junta de govern és nomenada el 30 de gener de 2003, presidida per Enrique Alarcón. El 14 de juliol d'aquest mateix any Joan Carles I concedeix el títol de “Reial” a l'Acadèmia, la junta de la qual de govern prossegueix la cerca d'una seu d'acord amb els seus objectius.
L'11 de desembre de 2003 el rei inaugura amb la seva signatura el Llibre d'honor de l'Acadèmia i presideix una sessió pública en la qual Leopoldo Calvo-Sotelo Bustelo, president del govern durant l'època de la transició, pren possessió com a acadèmic d'honor.
El 23 de gener de 2007 es tria la tercera junta de govern, presidida per Aníbal Figueiras, període durant el qual continuen i finalitzen les obres de rehabilitació i condicionament del Palau del Marquès de Villafranca.

## Seu

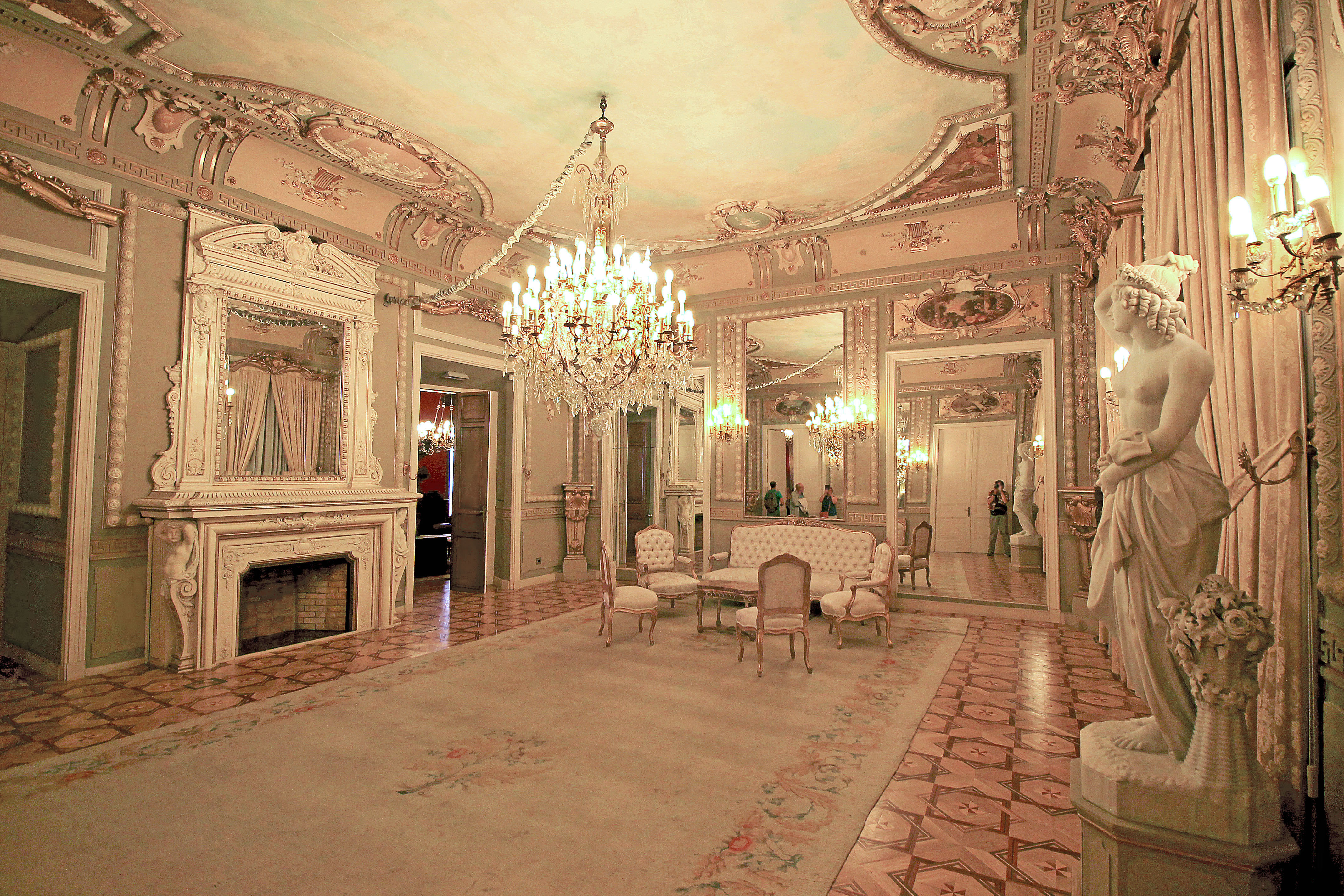
Interior del palau del marquès de Villafranca.

El palau del marquès de Villafranca, és l'actual seu de la Reial Acadèmia d'Enginyeria. Va ser construït per encàrrec de Pedro Álvarez de Toledo, V marquès de Villafranca, a l'arquitecte Francisco Ruiz. L'obra va començar a l'abril de 1717 i va acabar el 1734.
El xi marquès de Villafranca i de Medina Sidonia, es va casar el 1775 amb María Teresa Cayetana, xiii duquessa d'Alba, que va ser immortalitzada per Francisco de Goya en diversos quadres.
Ja al segle xix els propietaris del palau, el matrimoni format per la marquesa de Pinohermoso i el comte de Velle, decideixen redecorar les sales principals del palau i l'hi encarreguen a l'arquitecte, pintor i escultor, Arturo Mélida.
El 2005, Patrimoni de l'Estat va destinar el palau del Marquès de Villafranca com a seu de l'Acadèmia, amb el compromís per part de l'Acadèmia de rehabilitar-lo. Per Ordre Ministerial de 31 de maig de 2005 del Ministeri d'Educació i Ciència es va cedir l'ús de la part pública del palau a la Reial Acadèmia d'Enginyeria.

## Organització
L'òrgan de gestió de la Reial Acadèmia d'Enginyeria és la Junta de Govern, responsable de la direcció general i del desenvolupament de les activitats que realitza la Corporació.
Una vegada al mes els acadèmics es reuneixen en sessió plenària, per analitzar, debatre i organitzar tots els temes relacionats amb la Reial Acadèmia d'Enginyeria.
L'actiu principal de la Reial Acadèmia d'Enginyeria ve constituït pels acadèmics: seixanta destacats professionals de les diferents disciplines de l'Enginyeria i l'Arquitectura, provinents dels àmbits acadèmic i empresarial, que desenvolupen la seva comesa de fomentar la qualitat i la competència de l'Enginyeria espanyola.
La Fundació Pro Rebus Academiae, de la qual formen part destacades universitats, organitzacions professionals i empreses del país sostenen les activitats de l'Acadèmia. Per aquesta via, la Reial Acadèmia d'Enginyeria comparteix les experiències empresarials, docents i investigadores i les posa al servei de la societat castellana i de l'avenç tecnològic del país.

## Presidents
El 19 de gener de 1999, l'Acadèmia d'Enginyeria va iniciar la seva nova trajectòria amb l'elecció d'una primera junta de govern autònoma, presidida per l'acadèmic Elías Fereres Castiel.
- El 30 de gener de 2003, va ser escollida la segona junta de govern presidida per l'acadèmic Enrique Alarcón Álvarez.
- El 27 de gener de 2007 es va escollir la tercera junta de govern presidida per l'acadèmic D. Aníbal R. Figueiras Vidal.
- El 12 d'abril de 2011 va ser escollida l'actual junta de govern presidida per D. Elías Fereres Castiel.

## Publicacions
La Reial Acadèmia d'Enginyeria ha editat diverses publicacions, algunes de forma periòdica com les memòries anuals d'activitats de l'Acadèmia, els discursos de les sessions inaugurals de l'any acadèmic i els discursos d'inauguració dels nous acadèmics. Igualment les publicacions que amb motiu dels homenatges que, en compliment de les finalitats estatutàries, distingeix, cada dos anys, una obra d'enginyeria o arquitectura, anònima, personal o col·lectiva, que representa una aportació històricament transcendental a Espanya. També es dedica part de l'activitat editorial de l'Acadèmia a la publicació d'estudis de temes d'actualitat.

## Premis
La Reial Acadèmia d'Enginyeria distingeix, amb caràcter anual, les aportacions de joves investigadors a l'enginyeria d'Espanya amb el Premi Agustín de Betancourt i el Premi Juan López de Peñalver.
Igualment, es concedeixen els premis Academiae Dilecta, dirigits a empreses que hagin fonamentat de manera continuada una estratègia empresarial en l'enginyeria,pel desenvolupament i l'adoptció de tecnologies innovatives.

## Fundació Pro Rebus Academiae
La Reial Acadèmia d'Enginyeria va impulsar la creació d'un lloc de trobada de la corporació amb les administracions, els col·legis professionals, les universitats i el món empresarial, en el qual aspira a realitzar activitats d'especial i comú interès per la Fundació Pro Rebus Academiae, una entitat sense finalitat lucrativa creada el 2005. La Fundació està dirigida per un patronat. En formen part, al costat de membres de l'Acadèmia, representants de la universitat, de les organitzacions professionals i del món empresarial.

## Relacions internacionals
La Reial Acadèmia d'Enginyeria és membre d'Euro-CASE (European Council of Academies of Applied Sciences, Technologies and Engineering), una organització independent que reuneix a Acadèmies nacionals de ciències aplicades, tecnologia i enginyeria pertanyents a 21 països europeus.
La Reial Acadèmia d'Enginyeria s'integra també, en l' International Council of Academies of Engineering and Technological Sciences, CAETS, que agrupa a les 21 Acadèmies d'Enginyeria i Tecnologia més representatives de tot el món.
Les arrels culturals comunes faciliten la cooperació molt estreta amb les Acadèmies Iberoamericanes d'Enginyeria amb les quals es formalitzen intercanvis d'idees i experiències sobre els diferents àmbits de l'Enginyeria i la seva incorporació a la societat.

## Acadèmics

### Acadèmics constituents
| - Eugenio Andrés Puente. Medalla núm. I. - Javier Aracil Santonja. Medalla núm. II. - Ramón Argüelles Álvarez. Medalla núm. III. - José Luis Díaz Fernández. Medalla núm. IV. - Gabriel Ferraté Pascual. Medalla núm. V. - José Antonio Garrido Martínez. Medalla núm. VI. - José Ramón Irisarri Yela. Medalla núm. VII. - Antonio Luque López. Medalla núm. VIII. - Emilio Llorente Gómez. Medalla núm. IX. - Manuel Márquez Balín. Medalla núm. X. - José Antonio Martín Pereda. Medalla núm. XI. - Elías Muñoz Merino. Medalla núm. XII. - Luis Alberto Petit Herrera. Medalla núm. XIII. - Rafael Portaencasa Baeza. Medalla núm. XIV. - Andrés Ripoll Muntaner. Medalla núm. XV. - Enrique Sánchez-Monge y Parellada. (Mort 01-07-10) - Jaime Torroja Menéndez. Medalla núm. XVII. - Mateo Valero Cortés. Medalla núm. XVIII. | - Enrique Alarcón Álvarez. Medalla núm. XIX. - Eduardo Alonso Pérez de Ágreda. Medalla núm. XX. - Antonio Barrero Ripoll. (Fallecido 26-04-10) - Pere Brunet i Crosa. Medalla núm. XXII. - Luis Castañer Muñoz. Medalla núm. XXIII. - Elías Fereres Castiel. Medalla núm. XXIV. - Francisco García Olmedo. Medalla núm. XXV. - Manuel Elices Calafat. Medalla núm. XXVI. - José Antonio Fernández Ordóñez. (Mort en 03-01-00) - Amable Liñán Martínez. Medalla núm. XXVIII. - Adriano García-Loygorri y Ruiz. Medalla núm. XXIX. - Manuel Valdivia Ureña. Medalla núm. XXX. - Enrique Castillo Ron. Medalla núm. XXXI. - Avelino Corma Canós. Medalla núm. XXXII. - César Dopazo García. Medalla núm. XXXIII. - Rafael del Pino Calvo-Sotelo. Medalla núm. XXXIV. - Ignasi de Solà-Morales i Rubió. mort 12-03-01) - Ángel Ramos Fernández (Mort 02-01-98) |

### Acadèmics numeraris per elecció
- Javier Rui-Wamba Martija, presa de possessió 17-03-98, Medalla núm. XXXVI.
- Juan Ramón Sanmartín Losada, presa de possessió 18-06-98, Medalla núm. XXXVII.
- Juan Miguel Villar Mir, presa de possessió 27-04-99, Medalla núm. XXXVIII.
- Juan José Martínez García, presa de possessió 15-06-99, mort el 06-08-01)
- Miguel Àngel Lagunas Hernández, presa de possessió 25-10-99, Medalla núm. XL.
- Aníbal R. Figueiras Vidal, presa de possessió 30-05-00, Medalla núm. XLI.
- Miguel Ángel Losada Rodríguez, presa de possessió 29-09-00, Medalla núm. XLIII.
- Enrique Cerdá Olmedo, presa de possessió 20-10-00, Medalla núm. XLII.
- Manuel Silva Suárez, presa de possessió 14-11-00, Medalla núm. XLIV.
- Roberto Fernández de Caleya y Álvarez, presa de possessió 30-10-01, mort el 23-01-04
- Jaime Domínguez Abascal, presa de possessió 27-11-01, Medalla núm. XLVI.
- Ricardo Torrón Durán, presa de possessió 26-02-02, Medalla núm. XLVII.
- José Alberto Pardos Carrión, presa de possessió 29-04-03, Medalla núm. XLVIII.
- Pilar Carbonero Zalduegui, presa de possessió 03-06-03, Medalla núm. IL.
- Joan Margarit i Consarnau, presa de possessió 25-09-03, Medalla núm. L.
- José Ignacio Pérez Arriaga, presa de possessió 28-10-03, Medalla núm. LI.
- María Vallet Regí, presa de possessió 18-02-04, Medalla núm. LII.
- José Luis López Ruiz, presa de possessió 22-03-04, mort el 20-04-09)
- Andrés López Pita, presa de possessió 29-04-04, Medalla núm. LIV.
- Antonio Colino Martínez, presa de possessió 14-12-04, Medalla núm. LV.
- Joaquim Coello Brufau, presa de possessió 29-03-05, Medalla núm. LVI.
- Javier Jiménez Sendín, presa de possessió 14-02-06, Medalla núm. LVII.
- Josefina Gómez Mendoza, presa de possessió 21-03-06, Medalla núm. LVIII.
- Luis Lada Díaz, presa de possessió 06-06-06, Medalla núm. LIX.
- Manuel Doblaré Castellano, presa de possessió 17-06-08, Medalla núm. LX.
- Luis Alfonso Gil Sánchez, presa de possessió 23-09-08, Medalla núm. XXVII.
- Jaime Conde Zurita, presa de possessió 28-10-08, Medalla núm. XVI.
- José Manuel Sanjurjo Jul, presa de possessió 27-10-09, Medalla núm. XXV.
- Manuel Hita Romero, presa de possessió 25-05-10, Medalla núm. XXXIX.
- Ramon Agustí i Comes, presa de possessió 22-06-10, Medalla núm. XXX.
- Juan Antonio Zufiria Zatarain, presa de possessió 29-11-11, Medalla núm. LIII.
- José Domínguez Abascal, presa de possessió 28-02-12, Medalla núm. XXI.
- Eloy Ignacio Álvarez Pelegry, presa de possessió 27-03-12, Medalla núm. XXXV.

### Acadèmics corresponents
- Alemanya
  - Johann F. Böhme, presa de possessió 21-07-06)
  - Jörg Schlaich, presa de possessió 11-04-03)
- Austràlia
  - Martin A. Green, presa de possessió 03-05-99)
- Canadà
  - Cristina Amon, presa de possessió 06-07-06)
- Espanya
  - Pedro Duque, presa de possessió 07-04-99)
- Estats Units
  - Raymon J. Krizek, presa de possessió 24-03-99)
  - Ángel G. Jordán, presa de possessió 16-04-99)
  - Jesús A. del Álamo, presa de possessió 26-06-99)
  - Juan Fernández de la Mora, presa de possessió 28-06-99)
  - Manuel Martínez Sánchez, presa de possessió 06-07-99)
  - Juan Carlos Lasheras, presa de possessió 16-08-99)
  - Michael Ortiz, presa de possessió 14-09-99)
  - John L. Hennessy, presa de possessió 01-03-00)
  - Steven N. Anastasion, presa de possessió 04-03-00)
  - Norman Borlaug, presa de possessió 06-03-01) (mort 12-09-09)
  - Jeffrey Hoffman, presa de possessió 13-06-01)
  - James R. Rice, presa de possessió 07-08-01)
  - William Wulf, presa de possessió 09-08-01)
  - Janos Galambos, presa de possessió 31-08-01)
  - Ángel Carlos Fernández-Pello, presa de possessió 21-01-02)
  - Judea Pearl, presa de possessió 03-01-03)
  - Bora B. Mikic, presa de possessió 03-02-03)
  - Thomas Kailath, presa de possessió 09-04-03)
  - Jose M. Roesset, presa de possessió 25-04-03)
  - Mark E. Davis, presa de possessió 23-09-08)
  - Zdenek P. Bazant, presa de possessió 22-10-08)
  - Subra Suresh, presa de possessió 28-09-10)
- França
  - Germain Sanz, presa de possessió 13-07-01)
  - Claude Wolff, presa de possessió 16-11-01)
- Països Baixos
  - Louise O. Fresco, presa de possessió 23-02-00)
- Hongria
  - Norber Kroo, presa de possessió 13-07-01)
- Itàlia
  - Federico Mazzolani, presa de possessió 20-03-00)
- Mèxic
  - Francisco José Sánchez Sesma, presa de possessió 19-06-03)
  - Baltasar Mena, presa de possessió 05-08-09)
- Portugal
  - Emanuel Jose Leandro Maranha das Neves, presa de possessió 15-10-2008)
- Regne Unit
  - Robert Malpas, presa de possessió 21-03-99)
  - Maurice V. Wilkes, presa de possessió 24-03-99) (mort novembre 2010)
  - Basil R.R. Butler, presa de possessió 04-04-99)
  - Christopher Bishop, presa de possessió 04-10-08)
- Rússia
  - Viacheslav M. Andreev, presa de possessió 01-04-99)
  - Zhores I. Alferov, presa de possessió 20-06-01)
- Suïssa
  - Bruno Thurlimann, presa de possessió 07-04-99) (mort 29-07-08)
  - Werner Arber, presa de possessió 15-06-01)
- Uruguai
  - Andrés Tierno Abreu, presa de possessió 10-08-09)